# Atmel AT89
AT89.... – grupa 8 bitowych mikrokontrolerów jednoukładowych firmy Atmel zgodnych programowo z MCS51. 
Mikrokontrolery są budowane w oparciu o procesor o cyklu rozkazowym wykonującym instrukcje w 12 taktach zegara zgodnym z MCS51 (8051-12C), oraz o wykonującym większość instrukcji w jednym cyklu rozkazowym (8051-1C) o instrukcjach zgodnych z MCS51 ale niezgodnym cyklu rozkazowym. 
W zależności od wersji mikrokontroler ma:
- procesor CPU - 8051-1C lub 8051-12C,
- maksymalna częstotliwość zegara 16 - 60 MHz,
- statyczna pamięć RAM 128 - 8448 B,
- 11 - 44 linii konfigurowalnych linii portów,
- 2 lub 4 liczniki/zegary,
- programowana w układzie pamięć programu flash 0 - 128 kB,
- napięcie zasilania 2,4 - 6 V,
- różne rodzaje obudów DIP, PLCC, TQFP, VQFN.

Mikrokontrolery mogą zawierać też:
- peryferia transmisyjne: USART, ISP, USB, I²C, SPI
- urządzenia wewnętrzne takie jak:
  - sprzętowy dekoder dźwięku MP3,
  - generator PWM,
  - konwerter analogowo cyfrowy ADC.